# Лаура Перлз
Лаура Перлз (ім'я при народженні Лора Познер, народилася 15 серпня 1905 у Пфорцгаймі ; † 13 липня 1990 там же) німецька психоаналітикиня. Заснувала гештальт-терапію разом зі своїм чоловіком, психоаналітиком Фредеріком Перлзом і соціальним філософом і письменником Полом Гудменом .

## Життєпис
Лаура Познер виросла в єврейській родині в Пфорцхаймі. Її мати походила з вищого середнього класу, а батько керував успішним ювелірним бізнесом. Вона відвідувала гімназію Рейхліна (як єдина дівчина в класі) і почала вивчати право у Франкфурті-на-Майні в 1923 році. У 1926 році вона змінила вивчення права на психологію та філософію. Вона відвідувала курси у гештальт-психологів Макса Вертхаймера, Курта Гольдштейна та Адемара Гелба, у якого написала свою докторську дисертацію, а також у Едмунда Гуссерля, Пауля Тілліха та Мартіна Бубера.
У 1927 році вона почала навчання психоаналітиці у Карла Ландауера . Після цього продовжила навчання аналізу з Фрідою Фромм-Райхманн . З 1931 року мала власну психоаналітичну практику; її керівником був Отто Феніхель .
Вона познайомилася зі своїм майбутнім чоловіком, психоаналітиком Фредеріком Фріцем Перлзом, на курсі, який викладали Гольдштейн і Гелб. Вони одружилися в 1930 році і переїхали до Берліна. У пари було двоє дітей: Рената (* 1931) і Стів (* 1935).

З 1932 року брала участь в антифашистській групі, яка боролася з нацистами. Після передачі влади націонал-соціалістам у 1933 році вона разом із чоловіком була змушена тікати — спочатку вони емігрували до Нідерландів. У 1934 році вони емігрували до Південної Африки. Там вони провели 13 років, заснували перший в країні психоаналітичний інститут. У цей час почалася перша підготовча робота з гештальт-терапії, яку її чоловік опублікував у своїй першій книзі «Его, голод і агресія» (1942).
У 1947 році Лаура і Фріц Перлз емігрували до США. Там вони заснували Нью-Йоркський інститут гештальт-терапії у 1952 році. А після того, як її чоловік переїхав на Західне узбережжя, очолювала його. У 1976 році вона залишила приватну практику і присвятила себе виключно навчанню.

Повернувшись до рідного Пфорцхайма, щоб бути ближче до доньки, Лаура Перлз померла в лікарні Siloah Пфорцхайма в 1990 році після ускладнень зі щитовидною залозою.  Привізши з собою прах Фредеріка з Нью-Йорка, вона була похована разом з ним у могилі родини Познерів на єврейському кладовищі в Пфорцгаймі

## Досягнення
Лаура Перлз виступає за особливий стиль гештальт-терапії — за грунтовну та уважну терапевтичну роботу з клієнтом, за відданість клієнту та за непомітну роботу маленьких кроків.
Її вплив на розвиток теорії та практику гештальт-терапії величезний, але за все життя вона публікувалася мало. Про її участь у базовій книзі «Гештальт-терапія» (автори: Фріц Перлз, Пол Гудман і Ральф Ф. Хефферлайн, 1951) не згадується.
Міжнародна конференція Лаури Перлз проходила в Мюнхені з 3 по 5 червня 2005 року. Її внески у «відкриту жіночу форму роботи» у формі способу життя тепер більш детально представлені в книгах багатьох її учениць.
У 2021 році в Пфорцгаймі вперше відбудулося вручення літературної премії Лори Перлз.

## Статті
- Явища одночасного контрасту та враження освітленості поля . Дисертація 1932 року з Adhémar Gelb, Франкфурт (повний текст див. веб-посилання)
- Життя на кордоні. Нариси та замітки з гештальт-терапії. За редакцією Мілана Сречковича. Видання гуманістичної психології, Кельн 1989 (3-є видання 2005), ISBN 3-926176-11-3 .
- Ненсі Амендт-Лайон (ред.) : Позачасовий досвід: неопубліковані блокноти та літературні тексти Лаури Перлз 1946—1985. Psychosocial Publishing, Giessen 2017, ISBN 978-3-8379-2702-3 .

## Диссертація
1. 1 2  SNAC — 2010.
2. ↑  Identifiants et Référentiels — ABES, 2011.